# 手塚洋成
手塚 洋成（てづか ひろしげ、1982年11月23日 - ）は、日本のラグビー選手。

## プロフィール
- 栃木県出身。
- ポジションはプロップ(PR)。
- 身長 177cm、体重 103kg
- ニックネームはテヅ[1]。
- 関東代表に選ばれたことがある[2]。
- 日本A代表に選ばれたことがある[3]。

## 略歴
ラグビーを始めた動機はラグビーの推薦の話が来たから。
2001年、國學院大学栃木高校卒業後、日本大学に入る。
2005年、日本大学卒業後、クボタスピアーズに加入。
2007年10月27日に行われたジャパンラグビートップリーグ第1節の三洋電機ワイルドナイツ戦にて先発出場で公式戦初出場を果たす。
2015年、クボタスピアーズを退団した。